# The Half of It
The Half of It is een Amerikaanse romantische dramafilm uit 2020, geregisseerd en geschreven door Alice Wu. De film werd op 1 mei 2020 uitgebracht door Netflix en ontving de Founders Award for Best Narrative Feature op het Tribeca Film Festival van 2020.

## Verhaal
Ellie Chu is een 17-jarige Chinese tiener. Ze woont met haar vader in het kleine christelijke en conservatieve stadje Squahamish. Ellies vader heeft zich na de dood van zijn vrouw teruggetrokken in huis en zijn enige bezigheid bestaat erin herhalingen van oude films te bekijken.
Ellie voelt zich een buitenstaander. Ze denkt anders dan de meeste van haar leeftijds- en klasgenoten. Deze laatste maken graag gebruik van de slimme Ellie om haar hun essays te laten schrijven. Ellie doet dit tegen betaling en verhoogt zo het gezinsinkomen.
Op een dag komt haar klasgenoot Paul Munsky naar haar toe. Hij vraagt Ellie om hem, tegen betaling, te helpen een liefdesbrief te schrijven.

## Rolverdeling
| Acteur             | Personage       |
| ------------------ | --------------- |
| Leah Lewis         | Ellie Chu       |
| Daniel Diemer      | Paul Munsky     |
| Alexxis Lemire     | Aster Flores    |
| Collin Chou        | Edwin Chu       |
| Enrique Murciano   | Deacon Flores   |
| Catherine Curtin   | Colleen Munsky  |
| Wolfgang Novogratz | Trig Carson     |
| Becky Ann Baker    | Mrs. Geselschap |
| Gabrielle Samels   | Amber           |